# Hermannia paucifolia
Hermannia paucifolia är en malvaväxtart som beskrevs av Porphir Kiril Nicolai Stepanowitsch Turczaninow. Hermannia paucifolia ingår i släktet Hermannia och familjen malvaväxter. Inga underarter finns listade i Catalogue of Life.